# 송헌빈
송헌빈(宋憲斌, 1841년 ~ ?)은 대한제국의 관료 출신으로, 일제 강점기에 조선총독부 중추원 부찬의를 지냈다. 독립협회에 가담하기도 하였다.

## 생애
본적지는 한성부이다. 1883년부터 경제 분야 실무 관료로 근무하였다. 1895년에는 농상공부 상공국장을 지냈고, 이듬해에는 통신국의 우표인쇄기계 매입을 위해 일본에 다녀오기도 했다. 1906년에 농상공부 공무국장에 올랐다.
1910년 한일 병합 조약 체결 직후 중추원 부찬의에 임명되어 1921년 관제 개편 때까지 재직했다. 1912년에는 일본 정부로부터 한국병합기념장을 받았다.

## 사후
- 2002년 민족정기를 세우는 국회의원모임이 발표한 친일파 708인 명단, 2008년 민족문제연구소에서 친일인명사전에 수록하기 위해 정리한 친일인명사전 수록예정자 명단, 2006년 친일반민족행위진상규명위원회가 조사 발표한 친일반민족행위 106인 명단에 모두 포함되었다.

## 저서
송헌빈이 신사유람단의 일원으로 일본을 방문하고 남긴 기록인 《동경일기》는 개항기의 근대 문물 수용 과정을 보여주는 저서이다.

## 같이 보기
- 조선총독부 중추원

## 참고자료
- 친일반민족행위진상규명위원회 (2006년 12월). 〈송헌빈〉 (PDF). 《2006년도 조사보고서 II - 친일반민족행위결정이유서》. 서울. 350~352쪽쪽. 발간등록번호 11-1560010-0000002-10. 2007년 10월 8일에 원본 문서 (PDF)에서 보존된 문서. 2007년 6월 23일에 확인함.